# Ensalada Shopska
La ensalada shopska (búlgaro, macedonio, serbio: Шопска салата, Šopska salata; checo: Šopský salát) es una ensalada búlgara típica de Bulgaria, Macedonia del Norte, Serbia, Croacia. El nombre Shopska proviene de Shopi en la región de Sofía. Aunque el nombre de la ensalada proviene de la región llamada Shopluk, de hecho, fue inventada en 1955 en un resort del Mar Negro cerca de Varna en Bulgaria, llamado Druzhba.

## Características
Realizada a base de tomates, pepino, cebolla, pimiento —crudo o asado— y queso blanco —tipo sirene o feta—, todo ello cortado en dados. Se condimenta con aceite —de oliva o cualquier otro aceite vegetal— y a veces vinagre. Suele tomarse como entrante o primer plato, acompañada del licor tradicional, rakia.